# Pont de Kinzua
Pour les articles homonymes, voir Kinzua.
Le Pont de Kinzua (Kinzua Bridge ou Kinzua Viaduct) est un pont ferroviaire à chevalets (en anglais : trestle, où l'on reconnaît le mot français « tréteau »), qui franchissait le Kinzua Creek, dans le comté de McKean, en Pennsylvanie, jusqu'à ce qu'il s'écroule, en 2003. À sa construction, en 1882, il était considéré comme le plus haut et le plus long pont ferroviaire au monde. À la date de son écroulement, le pont de Kinzua était encore le quatrième plus haut pont des États-Unis : il figure sur la List of Historic Civil Engineering Landmarks. Il est situé dans le Parc d'État du Kinzua Bridge.

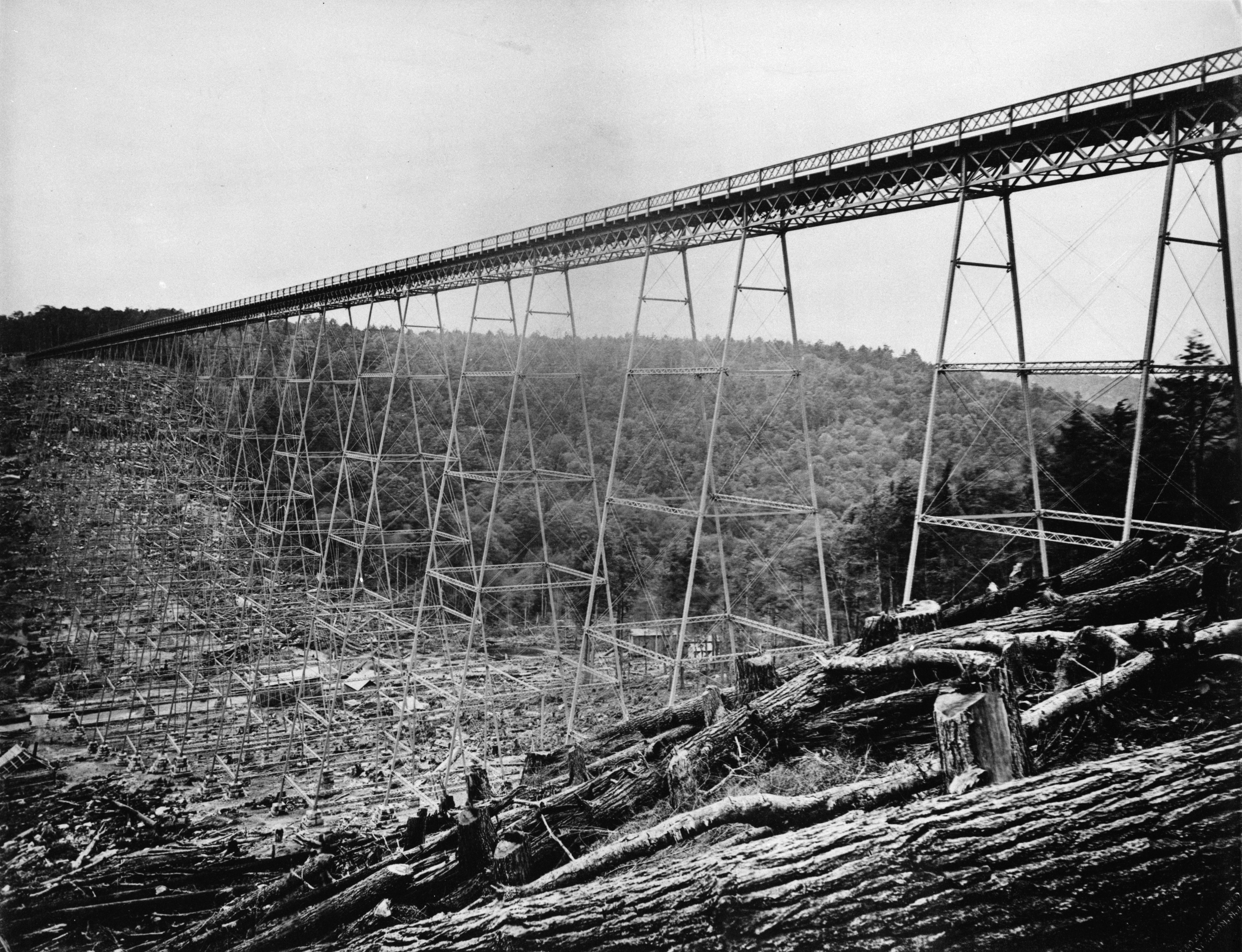
Le pont original de 1882, pendant sa construction

## Construction

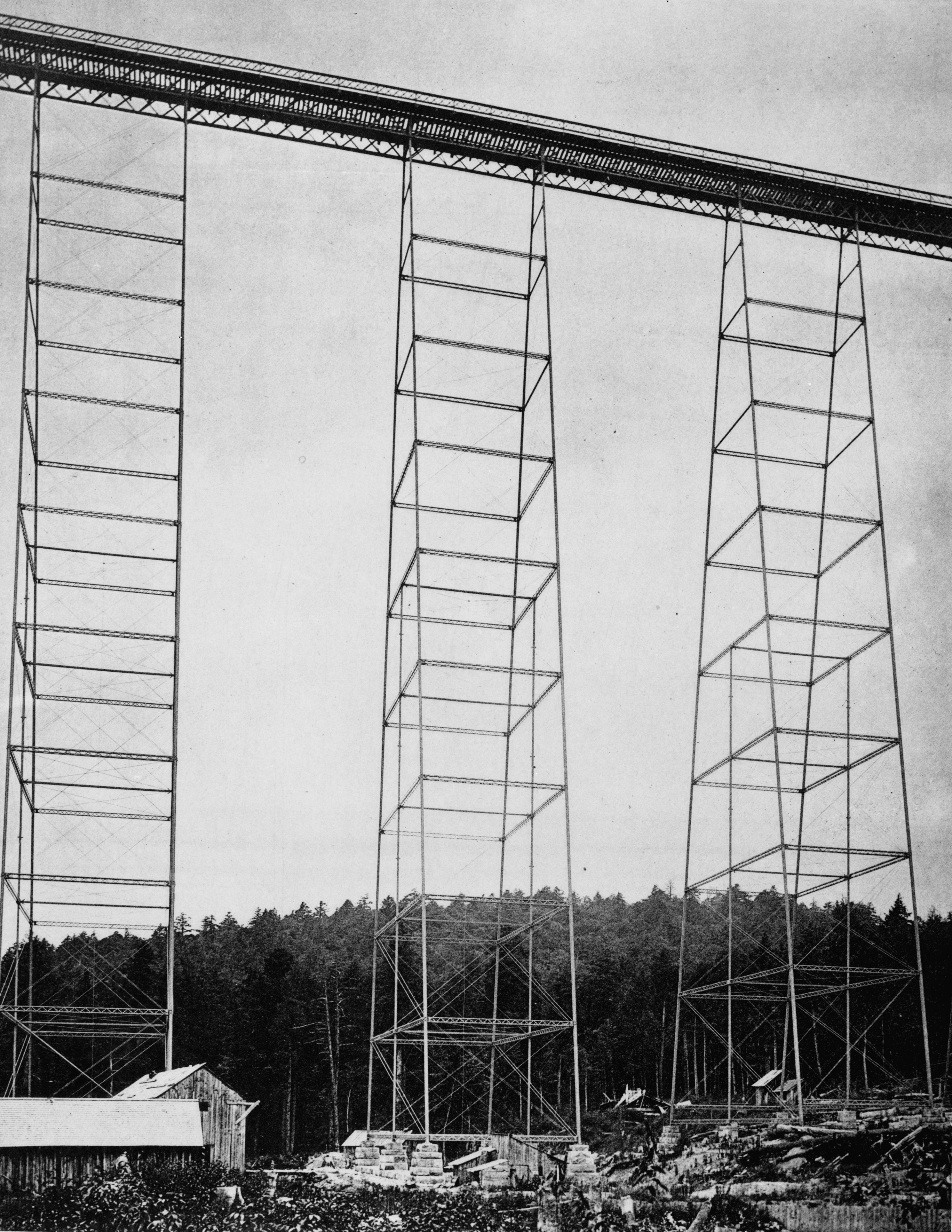
Le pont original de 1882, pendant sa construction

Le Kinzua Bridge a été construit par la Phoenix Bridge Company pour la compagnie du New York, Lake Erie and Western Railway (NYLE&W), en 1882. Ce pont original, constitué de 1 552 tonnes de fer forgé, fut achevé en seulement 94 jours par une équipe d'à peine une centaine d'hommes. Cette rapidité dans la construction est due à ce qu'elle fut menée sans l'aide d'échafaudages. À son achèvement, il était le plus haut pont du monde, avant d'être détrôné par le viaduc de Garabit en 1885.

### Reconstruction
En 1900, compte tenu des progrès dans les techniques de la construction ferroviaire, le pont de Kinzua fut démonté, renforcé, et le tablier d'origine fut remplacé par un tablier d'acier permettant le passage de convois plus lourds. Il fut reconstruit par l'Elmira Bridge Company. L'Erie Railroad devint propriétaire du viaduc après la faillite du NYLE&W et sa fusion avec l'Erie Railroad en 1893. La Knox and Kane Railroad organisa des voyages touristiques sur le pont jusqu'en 1959.

## Le parc d'État

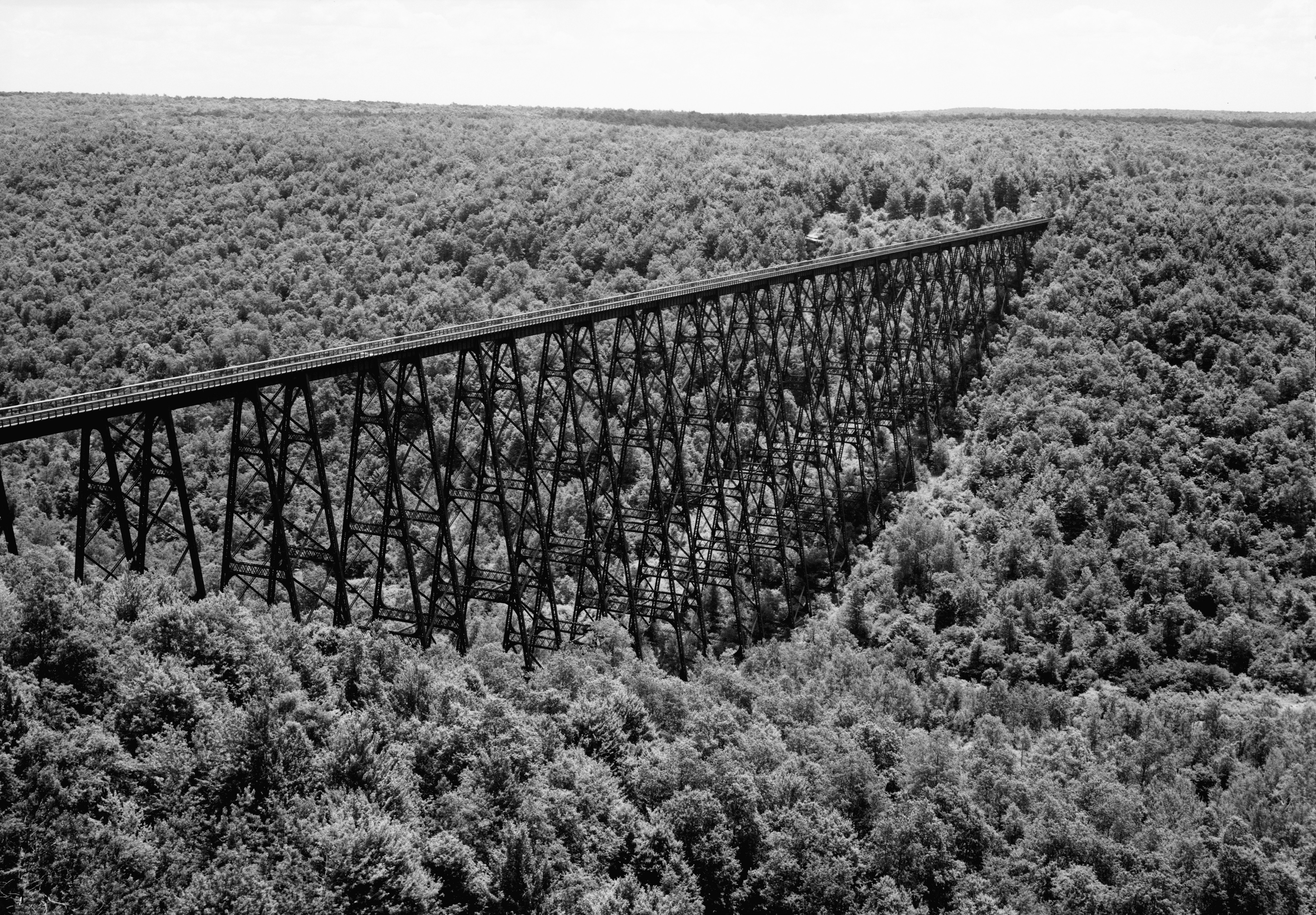
Le Kinzua Bridge en 1971, avant son écroulement

Le gouverneur de Pennsylvanie William Scranton signa le décret d'établissement du Kinzua Bridge State Park en 1963, mais celui-ci n'ouvrit officiellement qu'en 1970. Le pont fut inscrit sur le National Register of Historic Civil Engineering Landmarks en 1977, et dix ans plus tard, en 1987, des trains d'excursions purent circuler sur le pont. Les trains partaient de Kane, Pennsylvanie, avec un tour par l'Allegheny National Forest ; ils marquaient un arrêt sur le pont avant de retourner vers Kane.

## Destruction
En 2002, le pont de Kinzua fut fermé à toute visite au public, à pied aussi bien que par chemin de fer, après qu'on eut reconnu que sa structure présentait des risques par grand vent.

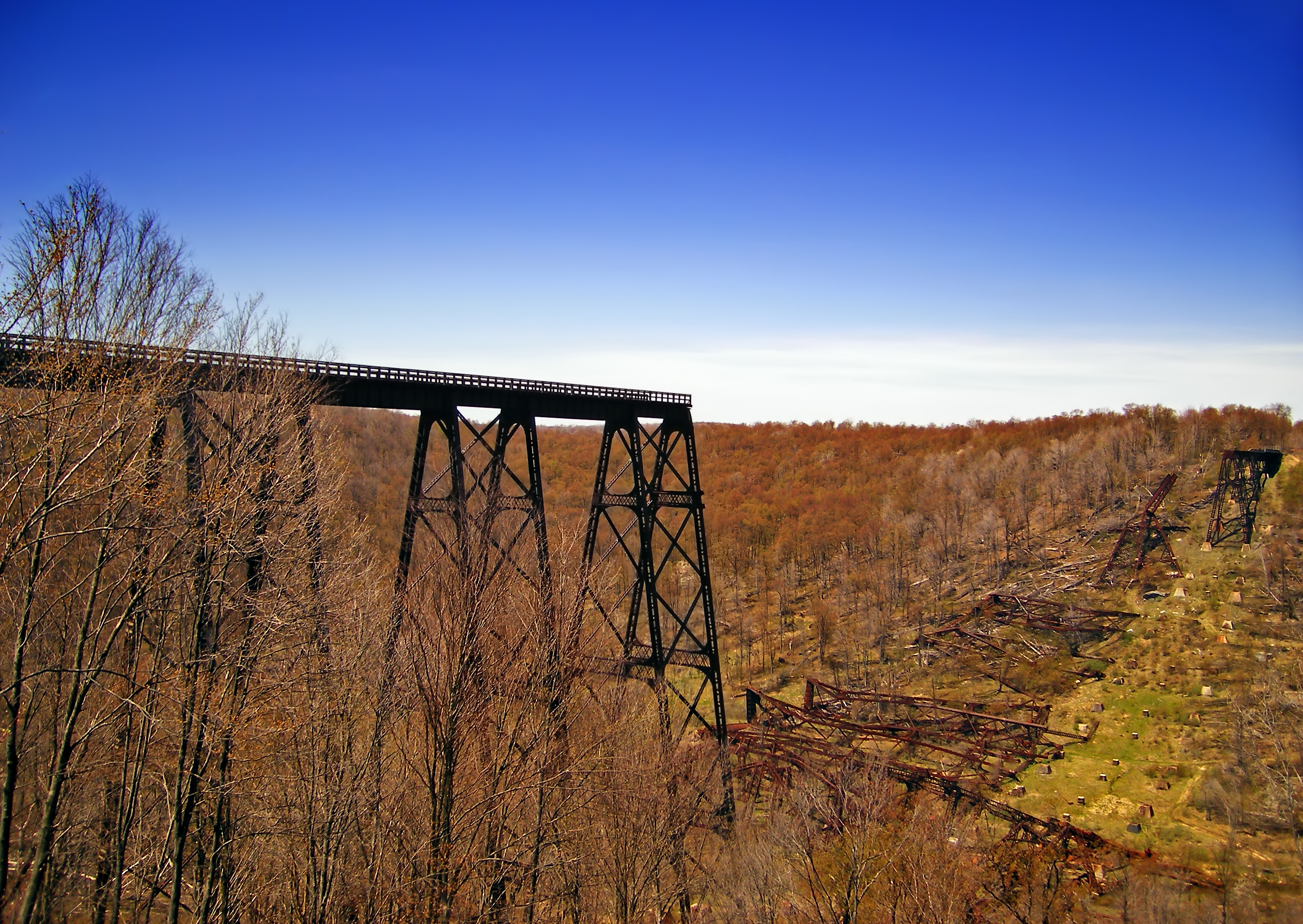
Le pont de Kinzua écroulé

À 15 h 20, le 21 juillet 2003, une tempête s'abattit sur le parc. La tempête, de force 1 sur l'échelle de Fujita, jeta bas 11 des 20 travées, déracinant sur son passage quantité d'arbres. La chute fut causée par la rouille qui envahissait les boulons de la base des chevalets. L'enquête laissa supposer que la structure tout entière avait oscillé quatre ou cinq fois avant de briser les boulons de la base. Les tours s'abattirent intactes, souffrant tout de même de l'impact avec le sol. Elles ont été conservées sur place, afin de montrer aux visiteurs les forces que la Nature est capable de déchaîner.

## Traduction
- (en) Cet article est partiellement ou en totalité issu de l’article de Wikipédia en anglais intitulé « Kinzua Bridge » (voir la liste des auteurs).